# 迁安站
迁安站位于中华人民共和国河北省唐山市迁安市野鸡坨镇，是津山铁路的一个铁路车站，建于1982年，于1984年6月开通运营，距南仓站198公里，距山海关站105公里，现为四等站，由中国铁路北京局集团秦皇岛车务段管辖，目前车站办理客运：办理旅客乘降；办理行李、包裹托运。货运：办理整车、零担货物发到。

## 旅客列车目的地
目前仅有一趟客运列车停靠本站，为北上过路车，具体信息如下。
| 目的地   | 车次   | 列车所属路局 |
| -------- | ------ | ------------ |
| 齐齐哈尔 | K979次 | 哈尔滨局集团 |

## 車站周邊
- 中国农业银行燕钢分理处